# Aéroport municipal René Fontaine de Hearst
L'aéroport municipal de Hearst-René Fontaine  est un aéroport situé en Ontario, au Canada.